# 白倉峡
白倉峡（しらくらきょう）は、静岡県浜松市天竜区龍山町（旧龍山村）にある渓谷。
白倉川に沿った約10kmの渓谷の中心部は、遠州屈指の紅葉の名所と言われている。新緑の季節には森林浴も可能。小さいながら滝がいくつかある。
全長約1kmの遊歩道や公衆便所、小規模な駐車場も整備されているが、休憩所はない。
駐車場横の売店はシーズン時のみの営業であるが、白倉集落内に民宿白倉荘があり、こちらで食事・飲料の購入などが可能。
白倉川と併走する静岡県道361号白倉西川線からは白倉峡の姿がほとんど掴み取れず、車で目指すと駐車場も見落としやすいため、通り過ぎないように注意を払う必要性がある。
なお、水窪川上流部も白倉川と呼ぶが、これとは別。

## 交通
- 車：国道152号にて浜松市天竜区龍山町西川へ。西川より静岡県道361号白倉西川線を西へ約7km。

## イベント
- 白倉峡もみじまつり（毎年11月中旬～下旬に開催）